# Вольная борьба на чемпионате Европы 2018 — до 57 кг (мужчины)
Соревнования по вольной борьбе в категории до 57 кг было частью программы чемпионата Европы по борьбе 2018 года, которое проходило в Каспийске, Россия, 4 и 5 мая.

## Медалисты
| Золото  | Георгий Эдишерашвили Азербайджан |
| Серебро | Заур Угуев Россия                |
| Бронза  | Стеван Мичич Сербия              |
| Бронза  | Владислав Андреев Белоруссия     |

## Результаты
Легенда
- F — Выиграно туше